# Seznam polských kněžen a královen

Znak Polského království užívaného v letech 1295–1569

Seznam polských kněžen a královen zahrnuje manželky polských knížat a panovníků Polského království, jimž náležel titul královna, počínaje rokem 1025, kdy se prvním polským králem stal Boleslav Chrabrý.

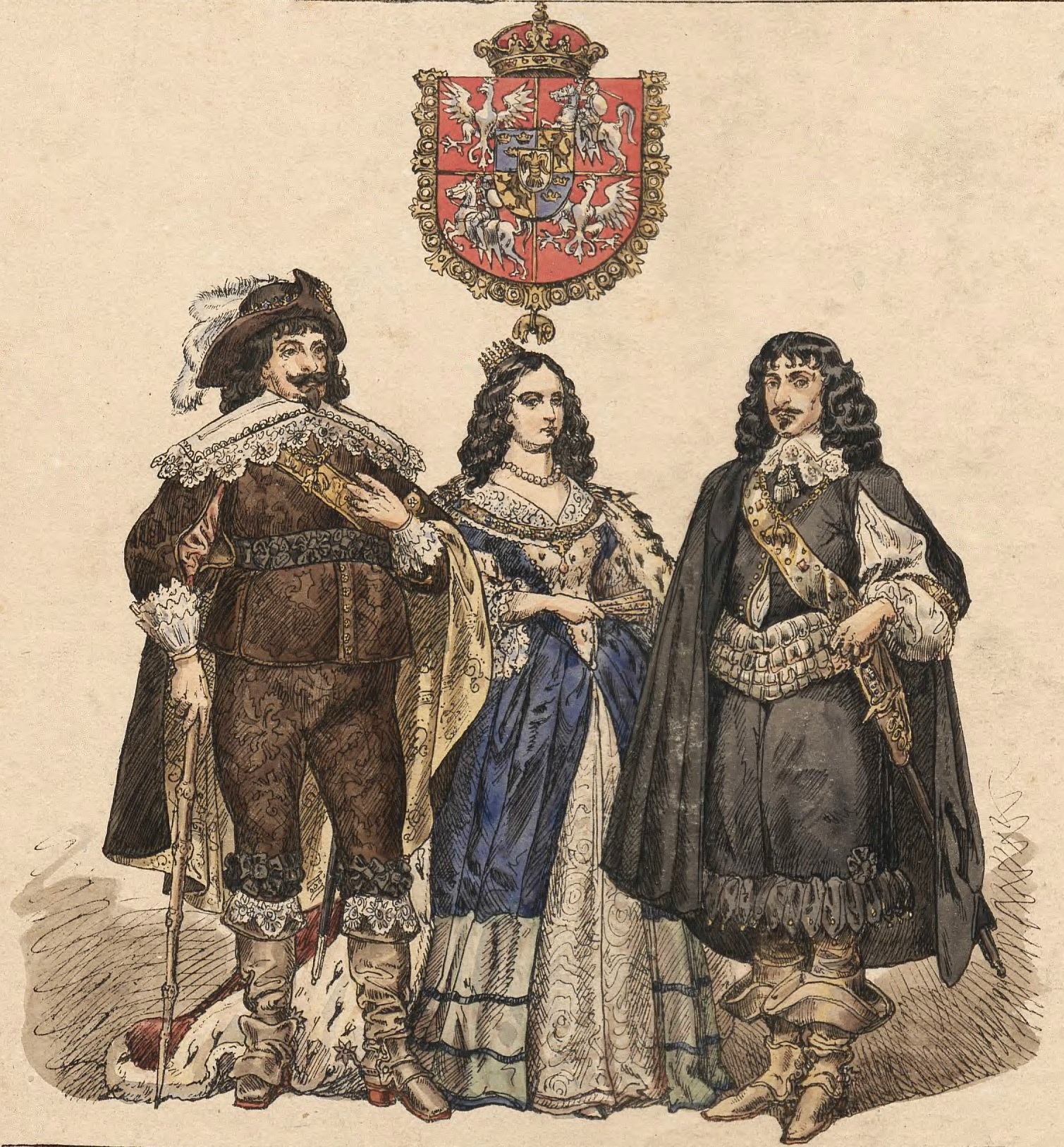
Polský královský pár Vladislav IV. a Cecílie Renata s Vladislavovým bratrem, pozdějším králem Janem II. Kazimírem

Tyto ženy samy nevládly, kromě Hedviky z Anjou a Anny Jagellonské, maximálně byly regentkami za své neplnoleté děti, a stály pouze po boku svých mužů.
Pro přehlednost jsou královny řazeny podle vládnoucích dynastií, ke kterým příslušeli jejich manželé.
Na polském trůně se vystřídalo několik dynastií:
- Piastovci (1025–1296, 1306–1370)
- Přemyslovci (1300–1306)
- Kapetovci, větev z Anjou (1370–1399, 1573–1574)
- Jagellonci (1386–1572)
- Vasové (1587–1668)
- Wettinové (1697–1706, 1709–1733)

## Piastovci (965–1296)
| Portrét | Jméno                     | Dynastie          | Narození – úmrtí                     | Sňatek          | Kněžnou od – do | Královnou | Manžel                   |
| ------- | ------------------------- | ----------------- | ------------------------------------ | --------------- | --------------- | --------- | ------------------------ |
|         | Doubravka Přemyslovna     | Přemyslovci       | † 977                                | 965             | 965–977         | Ne        | Měšek I.                 |
|         | Oda z Haldensleben        | Billung           | asi 960–1023                         | asi 978         | 978–992         | Ne        | Měšek I.                 |
|         | Emnilda z Lužice          |                   | asi 970                              | asi 987         | 992–1017        | Ne        | Boleslav I. Chrabrý      |
|         | Oda Míšeňská              |                   | asi 996 – po r. 1018                 | 3. únor 1018    | 1018–?          | Ano       | Boleslav I. Chrabrý      |
|         | Richenza (Rixa) Lotrinská | Ezzonové          | asi 993–1063                         | 1013            | 1025–1034       | Ano       | Měšek I. Lambert         |
|         | Dobroněga Kyjevská        | Rurikovci         | 1010–1087                            | 1040            | 1040–1058       | Ne        | Kazimír I. Obnovitel     |
|         | Vyšeslava Kyjevská        | Rurikovci         | 1047? – po 1089                      | 1068?           | 1068–1079       | Ano       | Boleslav II. Smělý       |
|         | Judita Přemyslovna        | Přemyslovci       | 1056/58–1086                         | 1080            | 1080–1086       | Ne        | Vladislav I. Herman      |
|         | Judita Marie Švábská      | Liudolfovci       | 1047/1054 – 14. březen (po r. 1105?) | 1089            | 1089–1102       | Ne        | Vladislav I. Herman      |
|         | Zbyslava Kyjevská         | Rurikovci         | asi 1085/90 – asi 1112               | 1102            | 1102–1112       | Ne        | Boleslav III. Křivoústý  |
|         | Salomena z Bergu          | Berg-Schelklingen | 1093/1101–1144                       | 1115            | 1115–1138       | Ne        | Boleslav III. Křivoústý  |
|         | Anežka Babenberská        | Babenberkové      | 1111–1157                            | 1125            | 1138–1146       | Ne        | Vladislav II. Vyhnanec   |
|         | Vjačeslava Novgorodská    | Rurikovci         | 1125–1162?                           | 1137            | 1146–1162       | Ne        | Boleslav IV. Kadeřavý    |
|         | Eudoxia Kyjevská          | Rurikovci         | asi 1131 – po r. 1187                | 1154            | 1173–1177       | Ne        | Měšek III. Starý         |
|         | Helena Znojemská          | Přemyslovci       | 1140/1145–1206                       | 1163            | 1177–1194       | Ne        | Kazimír II. Spravedlivý  |
|         | Lucie z Rujány            |                   | ?–1231?                              | 1186            | 1202–1206       | Ne        | Vladislav III. Tenkonohý |
|         | Grzymisława Kyjevská      | Rurikovci         | ?–?                                  | 1207            | 1207–1210       | Ne        | Lešek I. Bílý            |
|         | Ludmila                   | Přemyslovci?      | ?–1210                               | 1170/1178       | 1210–1210       | Ne        | Měšek I. Křivonohý       |
|         | Grzymisława Kyjevská      | Rurikovci         | ?–?                                  | 1207            | 1211–1227       | Ne        | Lešek I. Bílý            |
|         | Lucie z Rujány            |                   | ?–1231?                              | 1186            | 1227–1229       | Ne        | Vladislav III. Tenkonohý |
|         | Agafia Rurikovna          | Rurikovci         | ?–?                                  | ?               | ?               | Ne        | Konrád Mazovský          |
|         | Hedvika Slezská           | Andechsové        | 1174–1243                            | okolo r. 1188   | 1232–1238       | Ne        | Jindřich I. Bradatý      |
|         | Anna Přemyslovna          | Přemyslovci       | 1204–1265                            | 1218            | 1238–1241       | Ne        | Jindřich II. Pobožný     |
|         | Agafia Rurikovna          | Rurikovci         | ?–?                                  | ?               | ?               | Ne        | Konrád Mazovský          |
|         | Kinga Polská              | Arpádovci         | 1224–1292                            | ?               | 1241–1279       | Ne        | Boleslav V. Stydlivý     |
|         | Griffina Haličská         | Rurikovci         | 1248–1309                            | 1265            | 1279–1288       | Ne        | Lešek II. Černý          |
|         | Mechtilda Braniborská     | Askánci           | 1270–1298                            | 1287/88         | 1288–1290       | Ne        | Jindřich IV. Probus      |
|         | Rixa Švédská              | Folkungové        | před r. 1273 – před r. 1293          | 11. října 1285  | 1290–1293       | Ne        | Přemysl I.               |
|         | Markéta Braniborská       | Askánci           | 1270–1315                            | 13. května 1293 | 1295–1296       | Ano       | Přemysl I.               |

## Přemyslovci (1300–1306)
| Portrét | Jméno                              | Dynastie  | Narození – úmrtí | Sňatek        | Královnou od – do | Manžel      |
| ------- | ---------------------------------- | --------- | ---------------- | ------------- | ----------------- | ----------- |
|         | Richenza Piastovna (Eliška Rejčka) | Piastovci | 1288–1335        | 1300          | 1303–1305         | Václav II.  |
|         | Viola Těšínská                     | Piastovci | asi 1290–1317    | 5. října 1305 | 1305–1306         | Václav III. |

## Piastovci (1306–1370)
| Portrét | Jméno                | Dynastie   | Narození – úmrtí | Sňatek         | Královnou od – do | Manžel       |
| ------- | -------------------- | ---------- | ---------------- | -------------- | ----------------- | ------------ |
|         | Hedvika Kališská     | Piastovci  | asi 1266–1339    | 6. ledna 1293  | 1320–1333         | Vladislav I. |
|         | Aldona Anna Litevská | Jagellonci | 1309–1339        | 16. října 1325 | 1333–1339         | Kazimír III. |
|         | Adéla Hesenská       |            | 1324 – asi 1371  | 29. září 1341  | 1341–1368         | Kazimír III. |
|         | Hedvika Zaháňská     | Piastovci  | 1340/50–1390     | 25. února 1363 | 1363/68–1370      | Kazimír III. |

## Anjouovci (1370–1399)
| Portrét | Jméno            | Dynastie | Narození – úmrtí | Sňatek          | Královnou od – do | Manžel    |
| ------- | ---------------- | -------- | ---------------- | --------------- | ----------------- | --------- |
|         | Alžběta Bosenská |          | asi 1340–1387    | 20. června 1353 | 1370–1384         | Ludvík I. |

## Jagellonci (1386–1569)
| Portrét | Jméno               | Dynastie     | Narození – úmrtí | Sňatek         | Královnou od – do | Manžel             |
| ------- | ------------------- | ------------ | ---------------- | -------------- | ----------------- | ------------------ |
|         | Hedvika z Anjou     | Anjouovci    | 1374–1399        | 18. února 1386 | 1384/1386–1399    | Vladislav II.      |
|         | Anna Celjská        |              | asi 1380–1416    | 29. ledna 1402 | 1402–1416         | Vladislav II.      |
|         | Alžběta z Pilicy    |              | asi 1372–1420    | 2. května 1417 | 1417–1420         | Vladislav II.      |
|         | Sofie Litevská      |              | asi 1405–1461    | 24. února 1422 | 1424–1434         | Vladislav II.      |
| Portrét | Jméno               | Dynastie     | Narození – úmrtí | Sňatek         | Královnou od – do | Manžel             |
|         | Alžběta Habsburská  | Habsburkové  | 1436–1505        | 10. února 1454 | 1454–1492         | Kazimír IV.        |
|         | Helena Moskevská    | Rurikovci    | 1476–1513        | 18. února 1495 | 1501–1505         | Alexandr I.        |
|         | Barbora Zápolská    | Zápolští     | 1495–1515        | 28. února 1512 | 1512–1515         | Zikmund I.         |
|         | Bona Sforzová       | Sforzové     | 1494–1557        | 1518           | 1518–1557         | Zikmund I.         |
| Portrét | Jméno               | Dynastie     | Narození – úmrtí | Sňatek         | Královnou od – do | Manžel             |
|         | Alžběta Habsburská  | Habsburkové  | 1526–1545        | 1543           | 1543–1545         | Zikmund II. August |
|         | Barbora Radvilaitė  | Radziwiłłové | 1520–1551        | 1547           | 1550–1551         | Zikmund II. August |
|         | Kateřina Habsburská | Habsburkové  | 1533–1572        | 1553           | 1553–1572         | Zikmund II. August |

## Volení králové (1573–1795)
| Portrét | Jméno                                | Dynastie                      | Narození – úmrtí | Sňatek             | Královnou od – do | Manžel                      |
| ------- | ------------------------------------ | ----------------------------- | ---------------- | ------------------ | ----------------- | --------------------------- |
|         | Anna Jagellonská                     | Jagellonci                    | 1523–1596        | května 1576        | 1576–1586/92      | Štěpán Báthory              |
|         | Anna Habsburská                      | Habsburkové                   | 1573–1598        | 31. května 1592    | 1592–1598         | Zikmund III. Vasa           |
|         | Konstance Habsburská                 | Habsburkové                   | 1588–1631        | 11. prosince 1605  | 1605–1631         | Zikmund III. Vasa           |
|         | Cecílie Renata Habsburská            | Habsburkové                   | 1611–1644        | 13. září 1637      | 1637–1644         | Vladislav IV. Vasa          |
| Portrét | Jméno                                | Dynastie                      | Narození – úmrtí | Sňatek             | Královnou od – do | Manžel                      |
|         | Ludovika Marie Gonzagová             | Gonzagové                     | 1611–1667        | 5. listopadu 1645  | 1645–1667         | Vladislav IV. Vasa          |
|         | Ludovika Marie Gonzagová             | Gonzagové                     | 1611–1667        | 30. května 1649    | 1649–1667         | Jan II. Kazimír             |
|         | Eleonora Marie Josefa Habsburská     | Habsburkové                   | 1653–1697        | 27. února 1670     | 1670–1673         | Michał Korybut Wiśniowiecki |
|         | Marie Kazimíra d’Arquien             |                               | 1641–1716        | 14. května 1665    | 1676–1696         | Jan III. Sobieski           |
| Portrét | Jméno                                | Dynastie                      | Narození – úmrtí | Sňatek             | Královnou od – do | Manžel                      |
|         | Kristýna Eberhardýna z Hohenzollernu | Hohenzollernové               | 1671–1727        | 10./20. ledna 1693 | 1697–1727         | August II. Silný            |
|         | Kateřina Opalinská                   |                               | 1680–1747        | 1698               | 1705–1708         | Stanislav I. Leszczyński    |
|         | Marie Josefa Habsbursko-Lotrinská    | Habsbursko-Lotrinská dynastie | 1699–1757        | 1719               | 1734–1757         | August III. Polský          |